# Graphe de précédence
 (septembre 2022).
La mise en forme du texte ne suit pas les recommandations de Wikipédia : il faut le « wikifier ».
Les points d'amélioration suivants sont les cas les plus fréquents. Le détail des points à revoir est peut-être précisé sur la page de discussion.
- Les titres sont pré-formatés par le logiciel. Ils ne sont ni en capitales, ni en gras.
- Le texte ne doit pas être écrit en capitales (les noms de famille non plus), ni en gras, ni en italique, ni en « petit »…
- Le gras n'est utilisé que pour surligner le titre de l'article dans l'introduction, une seule fois.
- L'italique est rarement utilisé : mots en langue étrangère, titres d'œuvres, noms de bateaux, etc.
- Les citations ne sont pas en italique mais en corps de texte normal. Elles sont entourées par des guillemets français : « et ».
- Les listes à puces sont à éviter, des paragraphes rédigés étant largement préférés. Les tableaux sont à réserver à la présentation de données structurées (résultats, etc.).
- Les appels de note de bas de page (petits chiffres en exposant, introduits par l'outil «  Source ») sont à placer entre la fin de phrase et le point final[comme ça].
- Les liens internes (vers d'autres articles de Wikipédia) sont à choisir avec parcimonie. Créez des liens vers des articles approfondissant le sujet. Les termes génériques sans rapport avec le sujet sont à éviter, ainsi que les répétitions de liens vers un même terme.
- Les liens externes sont à placer uniquement dans une section « Liens externes », à la fin de l'article. Ces liens sont à choisir avec parcimonie suivant les règles définies. Si un lien sert de source à l'article, son insertion dans le texte est à faire par les notes de bas de page.
- La présentation des références doit suivre les conventions bibliographiques. Il est recommandé d'utiliser les modèles {{Ouvrage}}, {{Chapitre}}, {{Article}}, {{Lien web}} et/ou {{Bibliographie}}. Le mode d'édition visuel peut mettre en forme automatiquement les références.
- Insérer une infobox (cadre d'informations à droite) n'est pas obligatoire pour parachever la mise en page.

Pour une aide détaillée, merci de consulter Aide:Wikification.
Si vous pensez que ces points ont été résolus, vous pouvez retirer ce bandeau et améliorer la mise en forme d'un autre article.
Un graphe de précédence, également appelé graphe de conflit ou graphe de serializability, est utilisé dans le cadre du concurrency control[Quoi ?] dans les bases de données.
Le graphe de précédence pour un programme S contient :
- Un nœud pour chaque transaction validée dans S ;
- Un arc de T i à T j si une action de T i précède et entre en conflit avec l'une des actions de T j . Autrement dit, les actions appartiennent à différentes transactions, au moins une des actions est une opération d'écriture et les actions accèdent au même objet (lecture ou écriture).

## Exemples d'un graphe de précédence

### Exemple 1

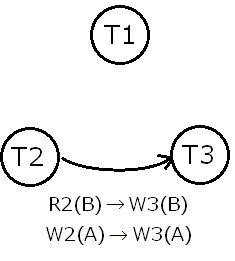
Exemple 1

{\displaystyle S={\begin{bmatrix}T1&T2\\R(A)&R(A)\\A=A*5&R(B)\\W(A)&B=B+A\\R(B)&W(B)\\B=B*10&\\W(B)&\\\end{bmatrix}}}

### Exemple 2
{\displaystyle D=R1(A)} {\displaystyle R2(B)} {\displaystyle W2(A)} {\displaystyle Com.2} {\displaystyle W1(A)} {\displaystyle Com.1} {\displaystyle W3(A)} {\displaystyle Com.3}
Un graphe de précédence du programme D, avec 3 transactions. Comme il existe un cycle (de longueur 2 ; avec deux arêtes) à travers les transactions validées T1 et T2, cette planification (historique) n'est pas Conflict serializable (en). Notez que le commit de la transaction 2 n'a aucune signification concernant la création d'un graphe de priorité.

## Test de la sérialisabilité avec le graphe de précédence

Exemple de test de sérialisabilité

Algorithme pour tester la sérialisabilité des conflits d'une annexe S avec un exemple d'horaire.
{\displaystyle S={\begin{bmatrix}T1&T2&T3\\R(A)&&\\&W(A)&\\&Com.&\\W(A)&&\\Com.&&\\&&W(A)\\&&Com.\\\end{bmatrix}}}
{\displaystyle S=R1(A)} {\displaystyle W2(A)} {\displaystyle Com.2} {\displaystyle W1(A)} {\displaystyle Com.1} {\displaystyle W3(A)} {\displaystyle Com.3}
1. Pour chaque transaction T x participant à l'horaire S, créez un nœud étiqueté T i dans le graphe de priorité. Ainsi le graphe de précédence contient T 1, T 2, T 3 .
2. Pour chaque cas dans S où T j exécute un read_item (X) après que T i exécute un write_item (X), créez une arête (T i → T j ) dans le graphe de priorité. Cela ne se produit nulle part dans l'exemple ci-dessus, car il n'y a pas de lecture après écriture.
3. Pour chaque cas dans S où T j exécute un write_item (X) après que T i ait exécuté un read_item (X), créez une arête (T i → T j ) dans le graphe de priorité. Il en résulte un bord dirigé de T 1 à T 2 (car T 1 a R(A) avant T 2 a W(A) ).
4. Pour chaque cas dans S où T j exécute un write_item (X) après que T i exécute un write_item (X), créez une arête (T i → T j ) dans le graphe de priorité. Il en résulte des fronts dirigés de T 2 vers T 1, T 2 vers T 3 et T 1 vers T 3 .
5. L'ordonnancement S est sérialisable si et seulement si le graphe de précédence n'a pas de cycles. Comme T 1 et T 2 constituent un cycle, l'exemple ci-dessus n'est pas (conflit) sérialisable.